# صيغة الفعل

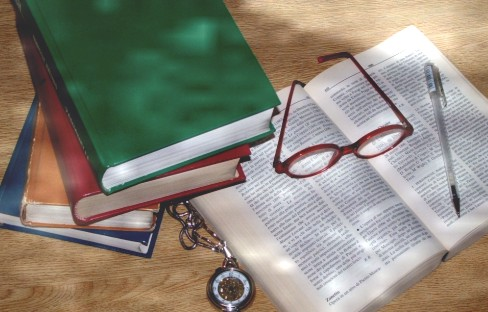
استكشاف صيغة الفعل في اللغة: كتب ودراسات لغوية

تصف صيغة الفعل في قواعد اللغة العلاقة بين الحدث الذي يصفه الفعل، والمشاركين في الحدث، مثل الفاعل والمفعول به.
لصيغة الفعل ثلاث حالات: الأولى أن يكون صريحا ومباشر ويسمى مبنيا للمعلوم وفي هذه الصياغة يذكر الفاعل -أي من قام بالفعل – بشكل صريح. والثانية تظهر فيها صيغة الفعل مبنية للمجهول وتحدث عندما لا يذكر الفاعل بصورة مباشرة ويذكر المفعول به – وهو من وقع عليه الفعل- مباشرة بعد الفعل، وحينها يسمى المفعول به نائبا للفاعل. والثالثة تكون فيها صيغة الفعل متوسطة بين الصيغتين المبنية للمعلوم والمبنية للمجهول، وتحدث عندما تكون الكلمة الواقعة بعد الفعل مباشرة فاعلا ومفعولا به، أي كلمة تدل على من قام بالفعل ومن وقع عليه الفعل في الوقت ذاته.
يوضح المثالين التاليين الفرق بين صيغتي الفعل في الحالتين المبنية للمجهول والمبنية للمعلوم في اللغة العربية:
١. أَكَل القطُ الفأرَ
٢. أُكِل الفأرُ - بواسطة القط
ففي المثال الأول، أَكَل القطُ الفأرَ، ظهرت كلمة القط مباشرة بعد الفعل،حيث القط هو الفاعل. والفعل أَكَل أتى في صيغة مبنية للمعلوم وتعني أننا نعلم مباشرة من قام بالفعل.
بينما في المثال الثاني، أُكِل الفأرُ، لم يظهر في الجملة من قام بالأكل، وظهرت كلمة الفأر مباشرة بعد الفعل على الرغم من عدم قيام الفأر بالفعل،حيث وقع الفعل عليه. ولهذا فإن الفأر في هذه الحالة يعتبر نائبا للفاعل. حين يغيب الفاعل في الجملة فإن الفعل يكون في صيغة مبنية للمجهول- لأننا نجهل من قام بالفعل.
من المهم أن نلاحظ انه وعلى الرغم من أن القط هو الفاعل في كلتا الجملتين إلا انه أناب عنه المفعول به، الفأر، في الصيغة المبنية للمجهول وظهر صريحا في الصيغة المبنية للمعلوم. لهذا عندما نحول من الصيغة المبنية للمعلوم إلى الصيغة المبنية للمجهول فان الفاعل والمفعول به يتبادلان الأماكن في الجملة بعد الفعل، حيث يظهر الفاعل في الصيغة المبنية للمعلوم مباشرة بعد الفعل وفي الصيغة المبنية للمجهول يظهر المفعول به مباشره بعد الفعل، ويكون الفاعل حينها جزءا من شبه جملة تضيف معلومات للحدث.

## نظرة عامة

### لمحة تاريخية
يعود مصطلح صيغة الفعل للغة الإغريقية القديمة ،حيث تعبر صيغة الفعل عن الحالة أو الترتيب في الجملة. وكان لصيغة الفعل ثلاث حالات: المبنية للمعلوم والمبنية للمجهول والمتوسطة. بينما في اللغة اللاتينية ، فإن لصيغة الفعل حالتين فقط، مبنية للمجهول ومبنية للمعلوم.

### صيغ الفعل

#### الصياغة المبنية للمعلوم
وتعد الصيغة الأكثر شيوعا من صيغ الفعل وتمثل الحالة العامة حيث يظهر من قام بالفعل، أي الفاعل، مباشرة بعد الفعل. توضح الأمثلة التالية الأفعال درس، يذهب، وقام في الصيغة المبنية للمعلوم، حيث نعلم من الفاعل في كل جملة:
1- درس الطالب
2- يذهب المعلم
3- قام زيد

#### الصياغة المبنية للمجهول
وفي هذه الصياغة لا يظهر من قام بالفعل مباشرة بعد الفعل وإنما يظهر ما ينوب عنه وهو المفعول به وتكون صيغة الفعل في حالة المبني للمجهول. توضح الأمثلة التالية الأفعال كُتِب، رُفِع، و فُتِح في الصيغة المبنية للمجهول، حيث لا نعرف من الفاعل في كل جملة ولكن نعرف أن المفعول به لكل جملة ناب عن الفاعل:
1- كُتِب الدرس
2- رُفِع القلم
3- فُتِح الباب

#### الصياغة المضادة للمجهول
وتأتي هذه الصياغة مع الأفعال المتعدية حيث لا يظهر المفعول به كنائب للفاعل كما يكون في الصياغة المبنية للمجهول.

#### الصياغة المتوسطة
وهي مجموعه من التصاريف البينية بين الصياغتين المبنية للمجهول والمبنية للمعلوم حيث يأتي بعد الفعل مباشره كلمه تدل على الفاعل، وهو من قام بالفعل، وفي الوقت ذاته تدل على المفعول به، وهو من وقع عليه الفعل. يجدر التنويه ان الصياغة المتوسطة توجد في لغات محددة كاللغة الألبانية والبنغالية والتمالية والإغريقية القديمة والانجليزية.

## الصياغة الغير مشخصة المبنية للمجهول
تعد هذه الصياغة مبنية للمجهول، ولكن لا يكون المفعول به في محله الإعرابي المعتاد في الجملة كما في الصياغة المبنية للمجهول حيث ينوب عن الفاعل. ففي الصياغة الغير مشخصة المبنية للمجهول يحتفظ المفعول به بمكانته الإعرابية كما لوكان الفعل في صيغة المبني للمعلوم فلا ينوب عن الفاعل، بل يستبدل الفاعل بضمير غير مشخص. تظهر هذه الصياغة في لغات كالفنلندية والإستونية والسلتية.

### اللغات الفنلندية
تستخدم الصياغة الغير مشخصة المبنية للمجهول في اللغة الفنلندية واللغة الإستونية وتسمي مبنية للمجهول فقط.  ويسقط حينها الفاعل من الجملة ويلزم المفعول به محله الإعرابي المعتاد.

### اللغات القلطية
تستخدم اللغات القلطية تصاريف مختلفة للفعل في الصيغة الغير مشخصة المبنية للمجهول وتسمى الصيغة الحرة أو الشكل الغير مشخص للفعل.

## الحالة الثابتة والمتغيرة للصياغة المبنية للمجهول
يفرق النحويون بين حالتين للصياغة المبنية للمجهول، الحالة الثابتة والحالة المتغيرة. ففي الحالة الثابتة، يقع الفعل في وقت محدد يمكن معرفته. بينما في الحالة المتغيرة لا يمكن تحديد الوقت الذي وقع فيه الفعل وتحينها تخبرنا الصيغة المبنية للمجهول أن الفعل وقع فقط بدون ربط وقوعه بزمن معين.
تستخدم العديد من اللغات الحالتين الثابتة والمتغيرة للصيغة المبنية للمجهول، ومنها اللغات الإنجليزية والألمانية والسويدية والإسبانية والإيطالية.

## صيغ أخرى للفعل
لا تقتصر صيغ الفعل على الصيغ المبنية للمعلوم والمبنية للمجهول والمتوسطة والغير مشخصة المبنية للمجهول. فهناك صيغ أخرى للفعل تستخدم في لغات مختلفة، منها:
- الصيغة المساعدة
- الصيغة المضادة
- الصيغة التطبيقية
- الصيغة المسببة
- الصيغة الظرفية
- الصيغة المتوسطة المبنية للمجهول
- الصيغة المحايدة
- الصيغة التبادلية
- الصيغة الانعكاسية

## الملاحظات
- Alexiadou، A.؛ Doron، E. (2011). "The syntactic construction of two non-active Voices: Passive and middle". Journal of Linguistics. ج. 48 ع. 1: 1–34. DOI:10.1017/S0022226711000338.
- Baglini، R. (2007). "The middle construction in Mandarin Chinese" (PDF). (Unpublished Thesis). مؤرشف من الأصل (PDF) في 2021-12-05.
- Crews، Frederick (1977)، The Random House Handbook (ط. 2nd)، New York: راندوم هاوس، ISBN:0-394-31211-2
- Hacker، Diana (1991)، The Bedford Handbook for Writers (ط. 3rd)، Boston: Bedford Books، ISBN:0-312-05599-4
- Her، O. (2009). "Unifying the long passive and the short passive: On the Bei construction in Taiwan Mandarin". Language and Linguistics (Taipei). ج. 10 ع. 3: 421–470.
- Huang، C. J.؛ Liu، N. (2014). "A new passive form in Mandarin". International Journal of Chinese Linguistics. ج. 1 ع. 1: 1–34. DOI:10.1075/ijchl.1.1.01hua. مؤرشف من الأصل في 2022-03-08.
- Kaufmann، L. (2007). "Middle Voice". Lingua. ج. 117 ع. 10: 1677–1714. DOI:10.1016/j.lingua.2006.10.001.
- Kawamoto، Masayoshi؛ Miyagawa، Shigeru؛ Noda، Hisashi (2017). The Handbook of Japanese Syntax. De Gruyter Mouton. ج. 4. ISBN:978-1-61451-767-2.
- Li، Charles N.؛ Thompson، Sandra A. (1981). Mandarin Chinese: A Functional Reference Grammar. Berkeley: University of California Press. ISBN:0-520-06610-3.
- Sebranek، Patrick؛ Kemper، Dave؛ Meyer، Verne (2006)، Writers Inc.: A Student Handbook for Writing and Learning، Wilmington: هوتون ميفلين هاركورت، ISBN:978-0-669-52994-4
- Tanaka، Mikihiro N.؛ Branigan، Holly P.؛ McLean، Janet F.؛ Pickering، Martin J. (2011). "Conceptual influences on word order and voice in sentence production: Evidence from Japanese". Journal of Memory and Language. ج. 1 ع. 65: 318–330. DOI:10.1016/j.jml.2011.04.009.
- Ting، J. (1998). "Deriving the bei-construction in Mandarin Chinese". Journal of East Asian Linguistics. ج. 7 ع. 4: 319–354. DOI:10.1023/A:1008340108602. S2CID:118730851.
- Ting، J. (2006). "The middle construction in mandarin chinese and the presyntactic approach" (PDF). Concentric: Studies in Linguistics. ج. 32 ع. 1: 89–117. مؤرشف من الأصل (PDF) في 2022-09-12.
- Toyota، J. (2011). Grammatical voice in Japanese : a typological perspective. Cambridge Scholars Pub. ISBN:9781443833509.
- Yip، P., Rimmington, D., & Taylor & Francis (2016). Chinese: A comprehensive grammar (Second ed.). Routledge. DOI:10.4324/9781315732930. ISBN:9781315732930.{{استشهاد بكتاب}}:  صيانة الاستشهاد: أسماء متعددة: قائمة المؤلفين (link)
- Zúñiga، F.؛ Kittilä، S. (2019). Grammatical voice. Cambridge: Cambridge University Press. ISBN:9781316671399.